# Dieulofet
Dieulofet (francès: Dieulefit) és un municipi francès del departament de la Droma, a la regió d'Alvèrnia-Roine-Alps. El 2018 tenia 3.199 habitants.